# The Manhole
Pour les articles homonymes, voir Manhole (homonymie).
The Manhole est un jeu vidéo d'aventure développé par Cyan Worlds et édité par Brøderbund, sorti en 1988 sur DOS, Windows, Mac, FM Towns, PC-Engine et iOS.

## Accueil
Lors des Prix de l'excellence logicielle de l'Software and Information Industry Association, le jeu a remporté un prix dans la catégorie Meilleur usage innovant d'un ordinateur.